# Dino De Laurentiis Company
Dino De Laurentiis Company, ou DDLC, est une société américaine de production de films.

## Origine
Lorsque le studio italien Dino Citta, fondé par Dino De Laurentiis, fait faillite, celui-ci déplace son nouveau studio aux États-Unis au début des années 1970.

## Production cinéma
- 1974 : Un justicier dans la ville : Compagnie de production
- 1975 : Mandingo : Compagnie de production
- 1975 : Les Trois Jours du condor : Compagnie de production
- 1976 : Buffalo Bill et les Indiens : Compagnie de production[1]
- 1976 : Le Dernier des géants : Compagnie de production[2]
- 1976 : L'Enfer des mandingos : Compagnie de production
- 1976 : King Kong de John Guillermin : Compagnie de production
- 1977 : Le Bison blanc : Compagnie de production
- 1978 : Têtes vides cherchent coffres pleins : Compagnie de production
- 1978 : Le Roi des gitans (King of the Gypsies) : Compagnie de production
- 1979 : Hurricane : Compagnie de production
- 1980 : Flash Gordon : Compagnie de production[2]
- 1981 : Beyond the Reef : Compagnie de production
- 1981 : Ragtime de Miloš Forman : Compagnie de production
- 1982 : Conan le Barbare : Compagnie de production
- 1982 : Amityville 2 : Le Possédé : Compagnie de production
- 1982 : Halloween 3 : Le Sang du sorcier : Compagnie de production
- 1983 : Dead Zone : Compagnie de production
- 1984 : Le Bounty : Compagnie de production
- 1984 : Charlie : Compagnie de production
- 1985 : Cat's Eye : Compagnie de production
- 1985 : Kalidor : Compagnie de production
- 1985 : L'Année du dragon : Compagnie de production
- 1985 : Marie : Compagnie de production
- 1985 : Peur bleue (Silver Bullet) de Daniel Attias : Compagnie de production
- 1989 : L'Excellente Aventure de Bill et Ted
- 1990 : La Maison des otages (Desperate Hours) de Michael Cimino : Compagnie de production
- 1992 : Evil Dead 3 (Army of Darkness) : Compagnie de production[1]
- 1993 : Body : Compagnie de production
- 1996 : Bound : Compagnie de production[3]
- 1997 : Breakdown : Compagnie de production[1]
- 2001 : Hannibal : Compagnie de production[4]
- 2002 : Dragon rouge : Compagnie de production[3]
- 2007 : Hannibal Lecter : Les Origines du mal : Compagnie de production
- 2007 : La Dernière Légion : Compagnie de production

## Production télévision
- 1976 : Serpico (Série Tv) Épisode Pilote : The Deadly Game : Compagnie de production
- 1982 : Fighting Back (Film Tv) : Compagnie de production

## Filiale
- Dino De Laurentiis Cinematografica